# Michele Santucci
Michele Santucci (Castiglion Fiorentino, 30 maggio 1989) è un ex nuotatore italiano. Ha rappresentato l'Italia a due edizioni dei Giochi olimpici estivi, Pechino 2008 e Londra 2012

## Biografia
Vive a Ossaia nel comune di Cortona. 

### Carriera
Nuota a livello agonistico da quando aveva 8 anni. Stileliberista, le gare nelle quali ha ottenuto i migliori tempi sono i 100 metri e la staffetta 4×100 m.
Nella sua carriera giovanile ha debuttato nel luglio del 2006 ai campionati europei di Palma di Maiorca dove ha vinto tre medaglie: il bronzo nei 100 m e con la 4×100 m e l'argento con la 4×200 m. Poche settimane dopo ha fatto meglio nella prima edizione dei campionati mondiali giovanili a Rio de Janeiro in cui ha conquistato la medaglia d'oro nelle staffette 4×100 m stile libero e mista e il bronzo nei 100 m. L'anno dopo è tornato agli europei giovanili di Anversa dove è arrivato primo con la staffetta mista.
Ai mondiali in vasca corta di Manchester nell'aprile 2008 assieme ad Alessandro Calvi, Christian Galenda e Filippo Magnini ha stabilito il record italiano con la staffetta 4×100 m che ha concluso la finale al quarto posto, esclusa per un centesimo dalle medaglie: con la 4×200 m ha però vinto la medaglia di bronzo in quanto ha nuotato in batteria, contribuendo a qualificarla per la finale. Ha concluso la carriera giovanile poche settimane dopo con la Coppa Latina a San Marino,
Ha vinto il suo primo titolo italiano ai campionati invernali del 2010 in staffetta, ripetendosi ai primaverili 2011. Nello stesso anno è stato convocato ai campionati mondiali di Shanghai dove ha nuotato la staffetta 4×100 m stile che in finale è giunta quarta con Luca Dotto, Marco Orsi e Filippo Magnini.
Il 6 novembre 2018 il nuotatore è stato squalificato per 4 anni per tentato doping, ma assolto definitivamente nel maggio 2019 e completamente riabilitato:

## Palmarès
| Giochi olimpici              | ---              | ---              | 4×100 m st. libero               | ---                                | ---                          |
| 2008 Pechino Cina            | ---              | ---              | 4º nuota in batteria             | ---                                | ---                          |
| 2012 Londra Regno Unito      | ---              | ---              | 7º - 3'14"13 frazione: 48"88     | ---                                | ---                          |
| Campionati del mondo         | ---              | ---              | 4×100 m st. libero               | ---                                | ---                          |
| 2011 Shanghai Cina           | ---              | ---              | 4º - 3'12"39 frazione: 48"01     | ---                                | ---                          |
| 2015 Kazan Russia            | ---              | ---              | Bronzo: 3'12"53 frazione: 48"48  | ---                                | ---                          |
| Mondiali in vasca corta      | 50 m st. libero  | 100 m st. libero | 4×100 m st. libero               | 4×200 m st. libero                 | 4×100 m mista                |
| 2008 Manchester Regno Unito  | ---              | ---              | 4º - 3'10"05 frazione:48"10      | Bronzo nuota in batteria           | ---                          |
| 2012 Istanbul Turchia        | ---              | ---              | Argento: 3'07"07 frazione: 47"46 | ---                                | ---                          |
| Campionati europei           | ---              | ---              | 4×100 m stile libero             | ---                                | ---                          |
| 2012 Debrecen Ungheria       | ---              | ---              | Argento: 3'14"71 frazione: 49"11 | ---                                | ---                          |
| Universiadi                  | 100 m st. libero | ---              | 4×100 m st. libero               | ---                                | ---                          |
| 2009 Belgrado Serbia         | ---              | ---              | Argento: 3'16"07 frazione: 49"95 | ---                                | ---                          |
| 2013 Kazan Russia            | Bronzo 49"30     | ---              | Bronzo 3'16"64                   | ---                                | ---                          |
| Mondiali giovanili           | 50 m st. libero  | 100 m st. libero | 4×100 m st. libero               | 4×200 m st. libero                 | 4×100 m mista                |
| 2006 Rio de Janeiro Brasile  | 6º 23"65         | Bronzo 51"24     | Oro: 3'26"84 frazione: 50"66     | ---                                | Oro: 3'44"22 frazione: 51"18 |
| Europei giovanili            | 50 m st. libero  | 100 m st. libero | 4×100 m st. libero               | 4×200 m st. libero                 | 4×100 m mista                |
| 2006 Palma di Maiorca Spagna | ---              | Bronzo 51"15     | Bronzo: 3'25"64 frazione: 50"95  | Argento: 7'23"80 frazione: 1'53"49 | ---                          |
| 2007 Anversa Belgio          | ---              | 6º 50"87         | 4º - 3'24"28 frazione: 50"41     | ---                                | Oro: 3'41"21 frazione: 50"32 |

### Campionati italiani
2 titoli in staffetta, così ripartiti:
- 1 nella staffetta 4×50 m stile libero
- 1 nella staffetta 4×200 m stile libero

nd = non disputata
| Anno | Edizione    | st. libero 100 m | st. libero 4×50 m | st. libero 4×100 m | st. libero 4×200 m | mista 4×100 m |
| ---- | ----------- | ---------------- | ----------------- | ------------------ | ------------------ | ------------- |
| 2008 | Primaverili | 3                | nd                | -                  | -                  | -             |
| 2010 | Invernali   | 3                | 1                 | nd                 | nd                 | nd            |
| 2011 | Primaverili | -                | nd                | 2                  | 1                  | 2             |
| 2011 | Estivi      | -                | 2                 | nd                 | nd                 | nd            |
| 2011 | Invernali   | -                | nd                | 2                  | nd                 | -             |